# Dragon Age: The Veilguard
Dragon Age: The Veilguard (раніше анонсована як Dragon Age: Dreadwolf) — рольовий бойовик в жанрі темного фентезі від канадської студії BioWare під видавництвом Electronic Arts. Четвертий тайтл в основній серії франшизи Dragon Age і прямий сиквел Dragon Age: Inquisition (2014). The Veilguard вийшла 31 жовтня 2024 року на Microsoft Windows, Play Station 5 та Xbox Series. 
Розробка гри, що розпочалася у 2015 році, відзначилася тривалими затримками, кількома кардинальними змінами в дизайні та високою плинністю кадрів. У 2022 році відбувся офіційний анонс проєкту, на той момент, під назвою Dragon Age: Dreadwolf, хоча у червні 2024 року його перейменували на Dragon Age: The Veilguard. Реліз гри супроводжувався неоднозначною реакцією спільноти — гравці критикували якість сценарію, гендерно політизовані наративи та намагання маніпулювати рецензіями до релізу, в той же час ряд видань оцінили гру найвищими з можливих балами, назвавши її «шедевром» та «найкращою грою BioWare з коли-небудь створених».
Через два місяці після релізу EA повідомили, що The Veilguard став для видавця фінансовим провалом, не виправдавши навіть п'ятдесяти відсотків очікуваних продажів, що призвело до рекордного за останні десять років обвалу акцій EA на 18%.

## Ігровий процес

Геймплей під час бойового зіткнення: на екрані шкала здоров'я протагоніста та три доступних йому бойових уміння.

Геймплейно Dragon Age: The Veilguard зберігає деякі схожості з попередніми тайтлами франшизи, при цьому маючи значно спрощену структуру та бойову механіку. Подібно до Inquisition, гра починається з вибору раси протагоніста: людини, гнома, ельфа або к'юнарі. Серед іншого, гравці налаштовують зовнішній вигляд і стать свого персонажа; ігровий клас — як і раніше воїн, розбійник та маг; та фракцію, яких тут шість. Тут же можливо налаштувати зовнішність протагоніста попереднього тайтлу франшизи — Інквізитора, а також деякі сюжетні вибори з попередньої гри. Розробники вирішили відмовитись від раніше створеного Dragon Age Keep і не переносити критичні сюжетні вибори з попередніх ігор, зберігши всього три з них, які гравець обирає при налаштуванні Інквізитора.
Гра має структуру напіввідкритого світу, оскільки ігровий світ розбитий на кілька секцій, які гравці можуть вільно досліджувати. Щоб дозволити швидше подорожувати ігровим світом, розробники ввели «маяки», що дозволяють миттєво переноситися у різні частини ігрових регіонів. У кожній великій локації гравці можуть виконувати побічні квести, заробляючи досвід, або розшукувати заховані по всім локаціям скрині з бойовим спорядженням та цінними внутрішньоігровими предметами.
Бойова механіка в цій грі зазнала найбільших метаморфоз порівняно з іншими тайтлами франшизи, перетворившись на слешер, і повністю позбувшись тактичної складової. Активна ігрова група може налічувати до трьох персонажів включно з протагоністом. Кожному одномоментно доступні по три бойових уміння, які гравці вільні компонувати на свій розсуд. Гравець контролює лише протагоніста, в той час як інші члени групи контролюються виключно ШІ. Також протагоніст єдиний, хто має шкалу здоров'я, — інші члени групи у бойових сутичках не можуть померти апріорі. Шкали витривалості та мани, що в попередніх серіях відповідали за швидкість перезарядки умінь в бою тут відсутні взагалі.
Базою операцій команді служить Маяк (англ. The Lighthouse), де між квестами гравці можуть спілкуватися зі своїми сопартійцями. Всі сім з можливих напарників є потенційними любовними інтересами і, на відміну від попередніх ігор франшизи, можливість роману з тим чи іншим компаньйоном тут не залежить від статі, раси, сексуальної орієнтації, чи навіть від схвалення персонажем попередніх дій протагоніста.

## Розробка
Розробка цієї гри під кодовою назвою «Joplin» розпочалася ще у 2015 році під керівництвом креативного директора проєкту Майка Лейдлоу. Спочатку його задумували як компактнішу, з акцентом на розповідь гру, події якої розгортаються в одному з регіонів світу Dragon Age ― Тевінтерській імперії.
Проблеми з розробкою тодішніх проєктів Bioware, Mass Effect: Andromeda та Anthem, неодноразово спричиняли перерви в розробці «Joplin», оскільки персонал переводили для допомоги з цими проєктами. Це включало тимчасову заморозку «Joplin» наприкінці 2016 року з відновленням розробки в березні 2017 року після випуску Andromeda. Як повідомляється, у жовтні 2017 року Electronic Arts повністю скасували «Joplin», через те, що в ньому не було місця для компонента «live-сервісу», для забезпечення постійної монетизації, на який того часу була направлена ринкова політика видавця.
У 2018 році розробку проєкту було поновлено під кодовою назвою «Morrison», який мав у своїй основі код Anthem та цього разу з урахуванням концепції монетизації. Як повідомляє Bloomberg News, після успіху однокористувацької гри Star Wars Jedi: Fallen Order і рішення скасувати перероблення MMO Anthem у лютому 2021 року після її провального запуску, EA і BioWare вирішили видалити з проєкту заплановані раніше мультиплеєрні компоненти та продовжити розробляти його лише як однокористувацьку гру. Dragon Age 4 було анонсовано на The Game Awards у грудні 2018 року. Рекламні матеріали показали наявність червоного лиріуму як важливої частини сюжету гри та ключового персонажа Dragon Age: Inquisition, Соласа. Маркетинг у соціальних мережах був зосереджений на слогані «The Dread Wolf Rises» (укр. «Жахливий Вовк повстане»).
Проєкт відзначився високою плинністю кадрів керівного складу. Кілька ветеранів студії й зокрема франшизи Dragon Age, включаючи Майка Лейдлоу, залишили компанію після скасування «Joplin» у 2017 році. Після перезапуску 2018 року Марк Дарра залишився виконавчим продюсером, а Метью Голдман обійняв посаду креативного директора проєкту з 2017 по 2021 рік. До 3 грудня 2020 року Дарра звільнився з BioWare, на посаді виконавчого продюсера його замінив керівник студії BioWare Austin Крістіан Дейлі. Голдман покинув BioWare у листопаді 2021 року, і на посаді креативного директора його замінив Джон Еплер. Дейлі залишив BioWare у лютому 2022 року. Після цього Корін Буш стала директором проєкту, Бенуа Уль — директором із розробки продукту, а Мак Уолтерс — директором із виробництва. Мак Уолтерс залишив BioWare у січні 2023 року. У березні 2023 року Electronic Arts оголосили, що Дарра повернувся як консультант проєкту. EA також повідомили, що в міру того, як виробництво Dreadwolf просувається вперед, основна частина команди розробників Mass Effect приєднається, щоб допомогти у її розробці. У серпні 2023 року BioWare звільнили 50 співробітників, що працювали над Dreadwolf і наступною грою у франшизі Mass Effect. У жовтні семеро з них подали до суду на BioWare, вимагаючи додаткової компенсації, оскільки діюча NDA не дозволяла їм додати свою участь у розробці Dreadwolf до свого портфоліо аж поки гра не вийде в реліз.
У червні 2022 року безіменна, на той час, умовна Dragon Age 4 отримала офіційну назву Dragon Age: Dreadwolf. Перріш, у своїй публікації для The Verge, підкреслив, що розкриття назви гри стало «захоплюючим для багатьох шанувальників», оскільки воно не тільки робить Соласа головним антагоністом майбутньої гри, але й робить Dreadwolf прямим сиквелом Dragon Age: Inquisition, чого ще не траплялось у цій франшизі.
У лютому 2023 року витік геймплейних кадрів альфа-версії гри здійняв справжню бурю серед шанувальників серії. Показані там бойові механіки повністю відрізнялися від попередніх ігор серії. Цитуючи Kotaku, «представлені тут бої в реальному часі виглядають більше як спроба BioWare зробити свій God of War ніж гру у франшизі Dragon Age».
У червні 2024 року було оголошено про перейменування проєкту на Dragon Age: The Veilguard.

## Оцінки і відгуки
| Агрегатор  | Оцінка                                   |
| ---------- | ---------------------------------------- |
| Metacritic | ПК: 76/100 PS5 : 82/100 Xbox X/S: 85/100 |
| OpenCritic | 70/100                                   |

| Видання        | Оцінка |
| -------------- | ------ |
| Eurogamer      | 5/5    |
| GameSpot       | 7/10   |
| GamesRadar+    | 9/10   |
| IGN            | 9/10   |
| PC Gamer (США) | 7,9/10 |
| RPGamer        | 7/10   |
| RPGFan         | 9,5/10 |
| Shacknews      | 7/10   |
| The Guardian   | 3/5    |
| VG247          | 3/5    |
| TheGamer       | 4/5    |
| VGC            | 3/5    |

Dragon Age: The Veilguard отримала загалом позитивні оцінки на агрегаторі рецензій Metacritic, набравши 76, 82 та 85 бали на платформах Windows, Play Station 5 та Xbox Series відповідно. На OpenCritic гра тримає позначку у 70% позитивних рекомендацій.
Більшість критиків позитивно сприйняли кардинальну зміну візуального стилю у грі. Аура Бовлін з RPGFan називає The Veilguard «найбільш візуально відшліфованою грою BioWare», проте зауважує, що «до дизайну персонажів потрібно звикнути, а їхня “мультяшна естетика” може бути не для всіх». Тод Гарпер з Poligon також хвалить «вражаюче красиву графіку», додаючи, що «більш стилізований підхід виявився правильним рішенням». На думку Алекса Доналдсона з VG247: «менш реалістичний та більш стилізований дизайн персонажів виглядає чудово».
Оновлена ж бойова механіка викликала доволі неоднозначну реакцію. Ліана Гефер з IGN хоч і вважає боївку The Veilguard «вдосконаленням того, що ми бачили в Dragon Age 2 та Inquisition» все ж лишилася розчарованою тим, що «[...]напарники тут більше схожі на доповнення до вашого персонажа в бою, а не на самостійні бойові одиниці. Наприклад, у них навіть немає індикаторів здоров'я. Вони не можуть бути виведені з бою, тоді як ви миттєво програєте, якщо протагоніст впаде». За словами Мелінді Хетфілд з The Guardian, «новий стиль бою набридає досить швидко». Вона також розкритикувала ШІ та одноманітність боївки: «Мої супутники не приносять ніякої користі [...] без моєї на те вказівки. Але в цілому діють автономно. Мені потрібно лише атакувати та ухилятися, натискаючи одні й ті ж три кнопки знову і знову, інколи додаючи бойові вміння або завершальні удари, поки мої напарники кричать мені, щоб я остерігалася дальніх атак чи вибухів. Це прийнятно, але ми вже бачили це в безлічі інших ігор, і простору для стратегії тут майже немає.» Для Ніка Рубена з Rock Paper Shotgun бойова система The Veilguard стала сумішшю механік з безлічі слешерів, God of War та Mass Effect 3, яка хоч і дозволяє персонажам виглядати круто, проте взагалі не сприймається як щось самобутнє. Джошуа Дакворс з GameRant, оцінивший гру найвищим балом, вважає, що в The Veilguard можна грати тільки заради однієї боївки: «У бойовій системі Dragon Age: The Veilguard немає жодної деталі, яку не можна було б налаштувати під ваші вподобання,[...] тут можна змінювати, стратегічно налаштовувати та оптимізувати все, щоб це працювало так, як хоче гравець. [...]глибина всього цього вражає.»
Сюжетна складова зазнала найбільшої критики. Лаурен Мортон з PC Gamer вважає, що сценарій The Veilguard «не відповідає рівню, за який серія здобула свою репутацію» і «йому бракує тонкощів оповідання характерних для попередніх ігор серії». Стейсі Хенлі з TheGamer хоч і хвалить гру за «детальне пропрацювання ігрового всесвіту через побічні квести», все ж називає основну сюжетну лінію «поверхневою». За словами Джордана Рамі з GameSpot, «Рук [протагоніст гри] нудний і, що ще гірше, виглядає не на своєму місці в історії, яку розповідають у The Veilguard. Попередні ігри серії майстерно пояснювали, чому саме персонаж гравця має нести тягар відповідальності[...],  жодних серйозних пояснень щодо Рука так і не було зроблено, крім того, що в пролозі хтось заявляє, що це має бути саме Рук і він найкраще підходить для цієї ролі, попри всі докази зворотного. Я більшу частину гри розмірковував, чому я взагалі граю за Рука, особливо коли більшість сюжету The Veilguard відчувається як продовження історії Інквізитора.» Алекс Фуллер з RPGamer називає сюжет «уривчастим», пояснюючи це тим, що «The Veilguard стрибає між локаціями та розрізненими сюжетними лініями, які до самого фіналу так і не складаються в задовільну картину, і цьому не сприяють загалом поверхневі антагоністи. У грі є чимало несподіваних поворотів, але вони не дають відповідей на важливі питання й не сприяють розвитку сюжету, окрім того, щоб поставити під сумнів розуміння світу як персонажами, так і гравцями.[...] Хоча окремі моменти в сценарії виконані добре, загальна сюжетна цілісність залишає бажати кращого». Стівен Мілз у своєму огляді для Destructoid так і не зміг знайти в сюжеті жодних позитивних якостей окрім твердження «Історія має свої недоліки, але загалом вона все одно краща за більшість інших».
Деякі видання також критикували саундтрек. Так, рецензент з GameSpot вважає, що «з музикою тут, на жаль, як пощастить: іноді вона вдало підсилює важливі моменти, додаючи їм вагомості, але частіше губиться у шумі битви або не має достатньо емоційної сили, щоб справити необхідне враження». За словами рецензента з Sharcknews, «музика намагається відповідати атмосфері літнього блокбастера, але я б не назвав її такою, що особливо запам'ятовується. Вона виконує свою функцію і не більше».

### Продажі
У січні 2025 року Electronics Arts оприлюднили фінансові результати за поточний фінансовий рік, з яких стало відомо, що Dragon Age: The Veilguard стала фінансовим провалом, не виправдавши очікувань видавця.